# Арнольд из Виллановы
Арнольд де Вилланова (также Арна́льд де Виллано́ва, Арна́льд де Вильянуэва, Арнау де Виланова; лат. Arnaldus Villanovanus, исп. Arnaldus de Villanueva, кат. Arnau de Vilanova; ок. 1235—1240, Валенсия — 1311) — испанский врач и алхимик, стоял у колыбели медицинской алхимии, автор «Салернского кодекса здоровья», который считается самым выдающимся произведением Салернской врачебной школы и написан по канонам того времени в стихах. Автор многочисленных переводов с арабского языка медицинских трактатов античных и арабских авторов.
Дал описание ядов, противоядий, лечебных свойств различных растений и способов их употребления.

## Биография
Арнольд происходил из простой семьи и получил образование в одном из доминиканских монастырей, где кроме теологии изучал древнееврейский и арабский языки. Позднее в Париже и Монпелье он изучал естественные науки, медицину и алхимию. Став в Париже магистром искусств, возвратился в Монпелье для изучения естественнонаучных и философских сочинений. Около 1260 года он начал изучать медицину в Монпелье, в то время под суверенитетом королей Арагона, а затем Майорки. Он получил звание магистра медицины.
Много путешествовал по территории Испании, Северной Африки, Италии и Франции. В 1291 году вопреки установившимся правилам он получил в университете Монпелье кафедру медицины (знаменитого своим медицинским факультетом), не имея ни церковного сана, ни папского разрешения на преподавание. В Монпелье был учителем Раймонда Луллия. В период с 1302 до 1311 года Арнольд работает при дворах пап и королей в качестве врача, при этом ведёт разностороннюю научную деятельность. Утонул в Средиземном море 6 сентября 1311 года во время кораблекрушения по пути в Авиньон, куда был вызван к тяжелобольному папе Клименту V.
Первое издание его «Салернского кодекса здоровья» вышло только в 1480 году, а к 1970 году имелось около 300 изданий на многих языках, в том числе и на русском языке (1964 год).

## Библиография

Opere

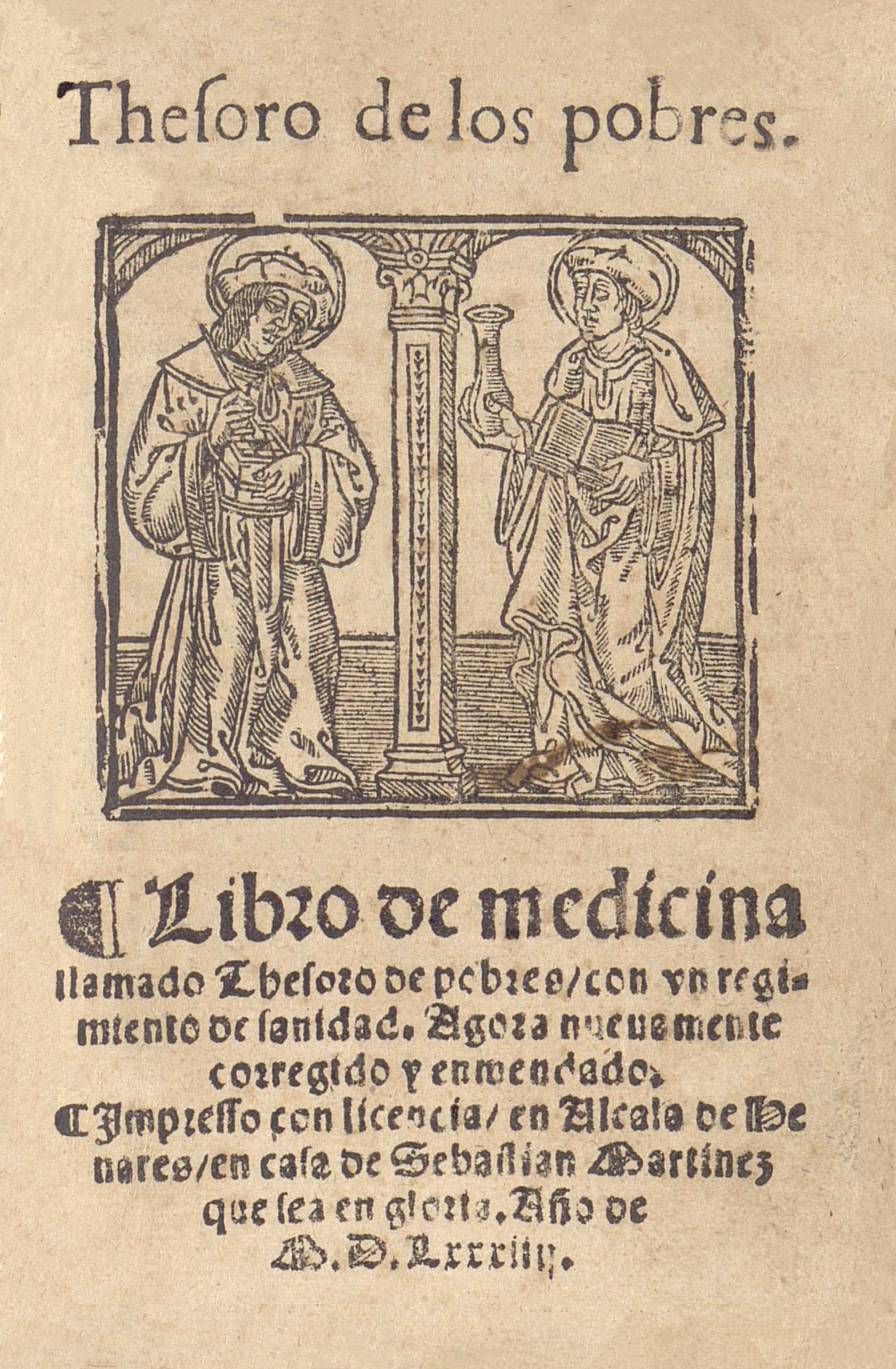
Thesoro de los pobres (1584).